# فرودگاه ملی فرنسیسکو سارابیا
فرودگاه ملی فرنسیسکو سارابیا (به انگلیسی: Francisco Sarabia National Airport) (به زبان بومی: Terán Airport) یک فرودگاه همگانی و نظامی بهره‌برداری هوایی است که یک باند فرود آسفالت دارد و طول باند آن ۲۵۰۰ متر است. این فرودگاه در شهر توکسلا گوتیرس کشور مکزیک قرار دارد و در ارتفاع ۴۵۴ متری از سطح دریا واقع شده است.